# 누명 (음반)
《누명》은 대한민국의 래퍼 버벌진트가 2008년 7월 11일에 발매한 2집 정규 힙합 음반이다. 2CD로 이루어져 있으며 두 번째 CD는 리믹스 앨범으로 구성되어 있다. 이 음반으로 버벌진트는 2009년 제 6회 한국대중음악상 시상식에서 최우수 힙합 앨범상을 수상했다.

## 배경
《누명》은 본래 정규 1집 《무명》 의 리믹스 앨범이 될 계획이었다. 실제로 누명의 발매를 앞두고 2008년 4월 14일 나온 앨범 《누명 간보기》 EP를 리믹스 곡들로 가득차있고 《누명》은 중복되는 곡 없이 작업되는 또 다른 리믹스 앨범으로 소개했으나 트랙리스트 발표와 함께 마지막 정규앨범이라고 소개를 고쳤다. 버벌진트는 음반을 작업하던 중 여러 사건에 얽혀 '누명'을 뒤집어 쓴 것에서 창작한 여러 곡들을 집어넣다가 리믹스 앨범으로는 부족해 정규 2집 《누명》을 작업하기로 결정했다. 6월 17일, "1219 Epiphany"와 무제의 연주곡을 선공개하며 트랙리스트를 공개한 버벌진트는 23일에는 2곡을 추가한 트랙리스트, 넋업샨, 이센스, MC 메타, 산 등의 화려한 피쳐링진 공개와 함께 "The Grind"를 선공개했다. 힙합플레이야 2008년 7월의 아티스트로 버벌진트가 선정되며 기대감을 고조시켰던 《누명》은 행정상 문제로 애초 7월 7일 발매 날짜를 11일로 연기하며 〈Tight이란 낱말의 존재이유〉와 "Get 2 Know U Rmx"를 공개했으며 선공개했던 무제의 연주곡을 〈자고가요〉로 발표했다. 2007년 《무명》의 〈투올더힙합키즈 투〉로 리믹스 컴퍼티션을 열었던 버벌진트는 수상작 네 곡을 리믹스 앨범에 수록하고 《누명》의 두 번째 CD로 발매하였다. 음반 발매 이후 수록곡 "Losing My Love"에 대한 답가를 주제로 랩 컴피티션을 연 버벌진트는 11월 3일에 《누명》에서 담긴 곡 중 자신이 프로듀싱한 곡의 인스트루멘탈과 그에 사용된 소스, 개별 악기 연주를 담은 《누명 afterplay》를 발매했다.

## 음악적 특징
보통의 음반 구성과 달리 전체적인 스토리 라인을 따라 유기적으로 흐르는 《누명》은 가사가 없는 연주곡들이 많은 부분을 차지하고 있다. 첫 세 곡의 연주곡을 통해 역사 영화처럼 누명을 쓰고 감옥에 들어가는 것을 표현하고 망명하는 장면부터 죽음을 맞이할 때까지 스토리가 구성되어있으며 그 후부터 과거로 돌아가 이야기를 풀어낸다. 대부분의 작곡을 맡은 버벌진트는 샘플링을 배제한 채 미디 작곡으로 곡을 만들었다.

## 평가
버벌진트의 《누명》은 대체적으로 긍정적인 평가를 받았다. 대중음악웹진 보다는 “버벌진트가 그동안 겪었던 고민, 좌절, 회의는 오히려 아이러니하게도 풍부한 예술적 영감의 원천으로 작용하여 결국 《누명》을 성취해냈다”고 말하며 10점 만점에 8.5점을 부여했다. 앨범의 음악은 다채로운 듯하면서도 서로 큰 이질감 없이 어우러지며, 이성과 감성의 공존이 앨범의 특징이라고 말했고, '한국 힙합의 비극', '한국 힙합에 대한 복잡한 애증'이 음악적 성숙을 가져다 주었다고 평했다. 이즘(IZM)은 별 다섯 개 만점에 별 세 개를 부여하며, “왠지 모르게 헛헛한 기분이 든다”고 말했다. 버벌진트의 목소리 톤과, 날쌘 플로우, 정확한 발음을 칭찬했고, 압운의 짜임이 강하다고 표현했다. 그러나 몇몇 인스트루멘탈 트랙이 스트레이트한 감상에 지장을 주며, 노랫말이 마초적 자세와 자기 자랑 등에만 경도되고 있어 안타깝다고 표현했다.
《누명》은 음악취향 Y의 2008년 올해의 앨범 BEST 10에서 높은 득표율로 1위를 차지했다. 또한, 차우진·강일권·최민우 등 13명의 음악 평론가들이 뽑은 올해의 음반 순위에서 유일한 힙합 음반으로 5위를 기록하기도 했으며, 강명석 등의 평론가들이 선정한 '올해의 묻히기 아까운 음반'에 뽑히기도 했다. 이 앨범은 2009년에 열린 제 6회 한국대중음악상에서 최우수 힙합 음반상을 수상하는 영예를 안았다. 버벌진트에게 씌어진 누명을 벗겨내며 그가 지닌 힙합씬을 바라보는 날카로운 시선을 음악을 통해 훌륭하게 풀어내었다고 평가받은 《누명》은 대중음악 웹진 백비트가 선정한 2000년대 베스트 음반 100개 중 한국 26위에 오르기도 했다.

### 반응
버벌진트는 몇몇의 평가에 부정적인 반응을 보였다. 모 웹진과 잡지(정확히 꼬집어 말하지는 않았다)가 쓴 리뷰를 언급하면서, “모두 힙합 음악을 중딩 음악이라고 생각을 하니까 그런 식의 리뷰가 나온 거라고 생각을 한다”고 말했다. 버벌진트는 힙합을 어린애로 보고서 리뷰를 쓰기 때문에 그런 웃긴 일들이 벌어진다고 말하면서, 힙합이 그 정도로 인식되고 있다는 것에 아쉬움을 나타냈다. 또한 버벌진트는 몇 개의 리뷰나 일부 리스너들이 그의 영감의 원천을 "잘난 체"로 오해하는게 가장 틀리다고 지적했다. 그는 앨범에 수록된 트랙 〈2008 대한민국〉, 〈역사의 간지(奸智)〉, 〈Tight이란 낱말의 존재이유〉, "1219 Epiphany"을 언급하면서, 이 트랙들을 빼면 나머지는 완전 다른 차원의 이야기들이며, 힙합엔 "한 번 듣고 말 가사밖에 없다"는 생각으로 힙합을 듣기 때문에 생기는 오해인 것 같다고 말했다.
버벌진트는 13명의 음악 평론가들이 뽑은 올해의 음반 순위에 포함된 것에 대해 “신기하고 뜻깊은 경험이다”라고 말했다.

## 특징
- 〈2008 대한민국〉에 참여한 산(San)은 과거 버벌진트를 디스하는 곡을 발표하면서 그 실력을 인정받아 오버클래스에 합류하고 《누명》에 피쳐링하면서 정식 데뷔를 하게 되었다.[12][21]
- "Want You"는 INC가 버벌진트에게 피쳐링을 부탁한 곡을 버벌진트가 《누명》에 수록한 것이다.[12]
- 〈망명〉은 더 콰이엇의 3집 The Real Me에 수록된 "The Listening"의 비트를 버벌진트가 양해를 구하고 사용하여 작업되었다. 〈역사의 간지(奸智)〉도 더 콰이엇의 무료 공개 비트로 작업되었다.[12]
- 2008년 4월 1일 버벌진트는 자신의 싸이월드 미니홈피에 진실이 개, 말, 소된 페이지라는 제목의 노래를 올렸다. 실제로는 힙합씬의 수준 낮은 리스너들을 비판하는 내용이었으나, 진실이 말소된 페이지를 디스하는 곡이 아니냐는 의심을 받았었다. 10번 트랙인 “Ad Hoc”에는 그 사건이 언급되어있다.
- 10번 트랙 “Ad Hoc”에 피쳐링한 12MB는 사실 버벌진트의 목소리에 이펙트(Pitch)를 주어 변형한 것이며, 12MB는 이명박을 비판하는 말이다.
- 《누명》이 그의 마지막 정규 음반이 될거라는 말은 2009년 The Good Die Young을 발매하며 깨지게 되었다.[22]

## 수록곡
| #             | 제목                                                 | 작사                                         | 작곡                     | 재생 시간 |
| ------------- | ---------------------------------------------------- | -------------------------------------------- | ------------------------ | --------- |
| 1.            | 〈편견〉                                             | .                                            | Verbal Jint              | 1:33      |
| 2.            | 〈누명〉                                             | .                                            | Verbal Jint              | 1:26      |
| 3.            | 〈선고〉                                             | .                                            | Verbal Jint              | 1:45      |
| 4.            | 〈망명〉                                             | .                                            | The Quiett               | 3:15      |
| 5.            | 〈망각〉                                             | .                                            | Verbal Jint              | 3:13      |
| 6.            | 〈2008 대한민국〉 (Feat. San, Swings & Gehrith IsIe) | Verbal Jint, San, Swings, Gehrith Isle       | Verbal Jint & 오래된엘피 | 3:05      |
| 7.            | 〈역사의 간지〉 (奸智)                               | Verbal Jint                                  | The Quiett               | 2:05      |
| 8.            | 〈Tight이란 낱말의 존재이유〉                        | Verbal Jint                                  | Verbal Jint              | 2:39      |
| 9.            | 〈1219 Epiphany〉                                    | Verbal Jint                                  | Verbal Jint              | 2:28      |
| 10.           | 〈Ad Hoc〉 (Feat. England & 12MB)                    | Verbal Jint, England                         | Verbal Jint              | 3:04      |
| 11.           | 〈배후〉 (Feat. b-soap & England)                    | Verbal Jint, b-soap, England                 | Prudi                    | 4:04      |
| 12.           | 〈일 수도 있다는 식으로 살다가 죽음을 맞이함〉       | .                                            | Verbal Jint              | 1:15      |
| 13.           | 〈Want You〉 (Feat. INC & VON)                       | Verbal Jint, INC, VON                        | Jayrockin                | 3:50      |
| 14.           | 〈Circles〉 (Feat. b-soap, 넋업샨, Warmman & 조현아) | Verbal Jint, b-soap, 넋업샨, Warmman, 조현아 | JA                       | 5:39      |
| 15.           | 〈Losing My Love〉                                   | Verbal Jint                                  | Verbal Jint              | 2:08      |
| 16.           | 〈How Long〉                                         | .                                            | Verbal Jint              | 1:52      |
| 17.           | 〈Leavin`〉 (Feat. MC Meta, E-Sens & 조현아)         | Verbal Jint, MC Meta, E-Sens, 조현아         | Verbal Jint              | 3:09      |
| 18.           | 〈자고가요〉                                         | .                                            | Verbal Jint              | 2:41      |
| 19.           | 〈Drunk〉                                            | Verbal Jint                                  | Verbal Jint              | 3:14      |
| 20.           | 〈The Grind〉                                        | Verbal Jint                                  | Verbal Jint              | 3:04      |
| 21.           | 〈불〉                                               | Verbal Jint                                  | Verbal Jint              | 3:03      |
| 22.           | 〈사자에서 어린아이로〉                              | .                                            | Verbal Jint              | 1:21      |
| 23.           | 〈여여〉 (如如)                                      | .                                            | Verbal Jint              | 2:59      |
| 총 재생 시간: | 총 재생 시간:                                        | 총 재생 시간:                                | 총 재생 시간:            | 1:02:52   |

| #             | 제목                                                   | 작사                           | 작곡          | 재생 시간 |
| ------------- | ------------------------------------------------------ | ------------------------------ | ------------- | --------- |
| 1.            | 〈투올더힙합키즈 투〉 (Simo Rmx)                       | Verbal Jint                    | Simo          | 2:47      |
| 2.            | 〈투올더힙합키즈 투〉 (Bamduck Rmx)                    | Verbal Jint                    | bamduck       | 4:55      |
| 3.            | 〈투올더힙합키즈 투〉 (Magnum Propaga Rmx by Psycoban) | Verbal Jint                    | psycoban      | 4:10      |
| 4.            | 〈투올더힙합키즈 투〉 (Siren Rmx)                      | Verbal Jint                    | Siren         | 4:02      |
| 5.            | 〈Make Up Sex〉 (Ja Rmx)                               | Verbal Jint                    | Ja            | 2:13      |
| 6.            | 〈내리막〉 (Ja Rmx)                                    | Verbal Jint                    | Ja            | 1:55      |
| 7.            | 〈Favorite Rmx〉 (Feat. Kebee & The Quiett)            | Verbal Jint, Kebee, The Quiett | Verbal Jint   | 3:15      |
| 8.            | 〈투올더힙합키즈 투〉 (Quaalude Rmx)                   | Verbal Jint                    | Quaalude      | 4:01      |
| 9.            | 〈개꼬장〉 (El Jamic Rmx)                              | Verbal Jint                    | El Jamic      | 2:04      |
| 10.           | 〈투올더힙합키즈 투〉 (The Quiett Rmx)                 | Verbal Jint                    | The Quiett    | 3:11      |
| 11.           | 〈Get 2 Know U〉 (Rmx)                                 | Verbal Jint                    | Verbal Jint   | 2:50      |
| 12.           | 〈투올더힙합키즈 투〉 (D`anne Michelle Rmx))           | Prudi                          | Verbal Jint   | 4:24      |
| 총 재생 시간: | 총 재생 시간:                                          | 총 재생 시간:                  | 총 재생 시간: | 39:50     |